# 1969年オランダグランプリ
1969年オランダグランプリ (1969 Dutch Grand Prix) は、1969年のF1世界選手権第4戦として、1969年6月21日にザントフォールト・サーキットで開催された。
レースは90周で行われ、マトラのジャッキー・スチュワートが2番グリッドから優勝し、ロブ・ウォーカーのロータスを駆るジョー・シフェールが2位、フェラーリのクリス・エイモンが3位となった。

## 背景
本レースの前に開催される予定であったベルギーGPは、安全性の問題でレース主催者とグランプリ・ドライバーズ・アソシエーション(GPDA)の間で論争となりキャンセルされた。このため、前戦モナコGPから5週間空くことになった。
深刻な財政難に陥っていたフェラーリは、6月18日にフィアットとの交渉がまとまり、フィアットの傘下に入ることになった。これにより、ロードカー部門はフィアットの管轄下となったが、モータースポーツ部門の「スクーデリア・フェラーリ」は引き続きエンツォ・フェラーリの存命中まで彼の手に委ねられることになった。

## エントリー

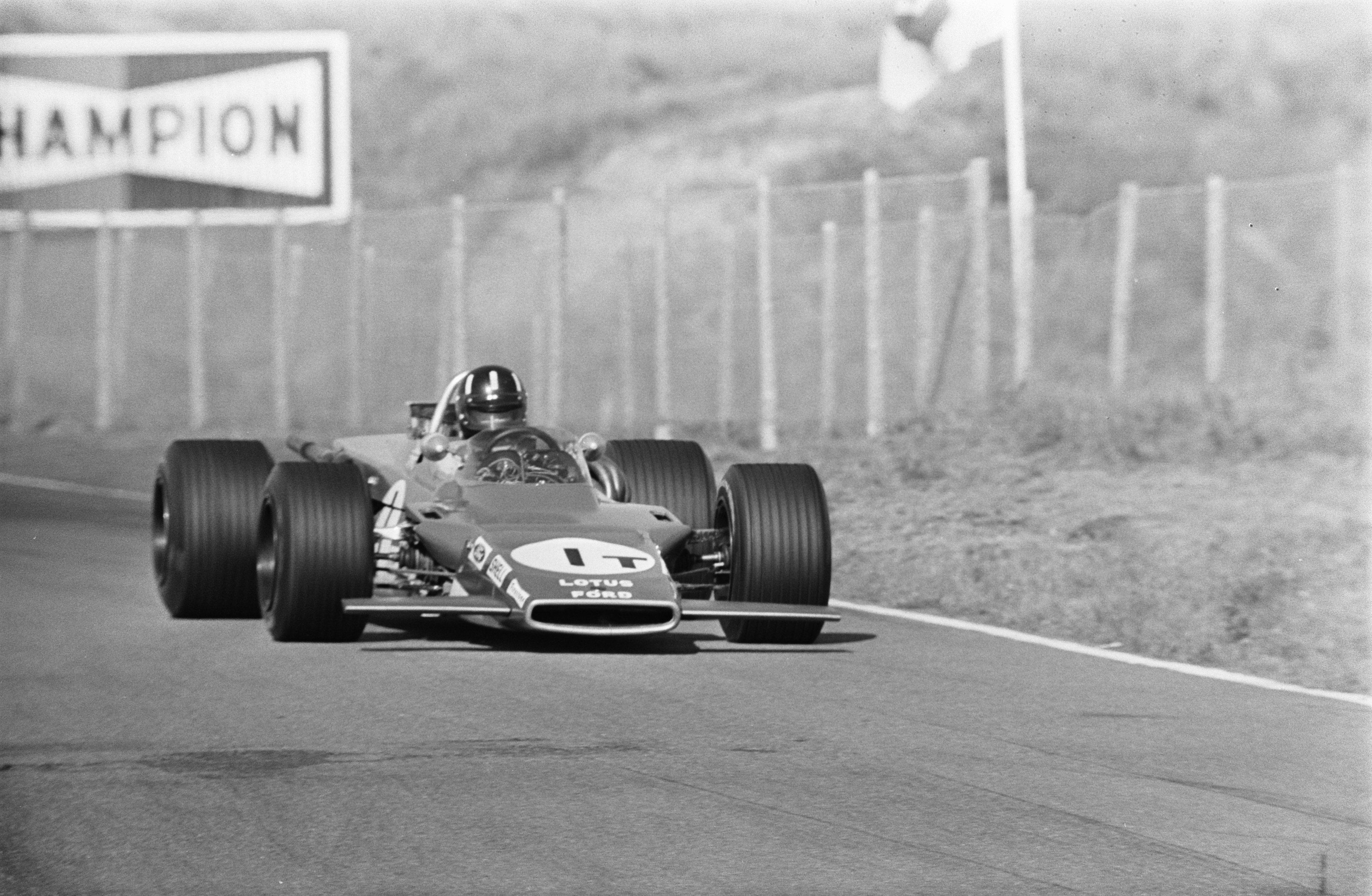
プラクティスで四輪駆動車ロータス・63を走らせたグラハム・ヒル

前戦モナコGPでハイウィングが禁止され、各チームともできる限りのダウンフォースを得るために様々な形状の小型ウィング、スポイラー、エアダムなどのエアロパーツをトライしていく中、ロータスやマトラは四輪駆動F1マシンの開発に取り組み、そのプロトタイプを持ち込んだ。グラハム・ヒルはロータス・63を、ジャッキー・スチュワートはマトラ・MS84を走らせた。
BRMはジョン・サーティースに新車P139を用意したが、どちらかと言えば期待外れだった。アンティーク・オートモビルズは、前戦モナコGPで走らせた古いクーパー・T86Bに代わり、現代的なマクラーレン・M7Bに置き換えた。このM7Bは従来型のM7Aとは異なり、燃料タンクがマシン側面にマウントされているのが特徴であった。

### エントリーリスト
| チーム                                                      | No. | ドライバー                     | コンストラクター | シャシー | エンジン                         | タイヤ |
| ----------------------------------------------------------- | --- | ------------------------------ | ---------------- | -------- | -------------------------------- | ------ |
| ゴールドリーフ・チーム・ロータス                            | 1   | グラハム・ヒル                 | ロータス         | 49B      | フォード・コスワース DFV 3.0L V8 | F      |
| ゴールドリーフ・チーム・ロータス                            | 2   | ヨッヘン・リント               | ロータス         | 49B      | フォード・コスワース DFV 3.0L V8 | F      |
| ゴールドリーフ・チーム・ロータス                            | 3   | マリオ・アンドレッティ 1       | ロータス         | 49B      | フォード・コスワース DFV 3.0L V8 | F      |
| マトラ・インターナショナル                                  | 4   | ジャッキー・スチュワート       | マトラ           | MS80     | フォード・コスワース DFV 3.0L V8 | D      |
| マトラ・インターナショナル                                  | 5   | ジャン＝ピエール・ベルトワーズ | マトラ           | MS80     | フォード・コスワース DFV 3.0L V8 | D      |
| ブルース・マクラーレン・モーターレーシング                  | 6   | デニス・ハルム                 | マクラーレン     | M7A      | フォード・コスワース DFV 3.0L V8 | G      |
| ブルース・マクラーレン・モーターレーシング                  | 7   | ブルース・マクラーレン         | マクラーレン     | M7C      | フォード・コスワース DFV 3.0L V8 | G      |
| スクーデリア・フェラーリ SpA SEFAC                          | 8   | クリス・エイモン               | フェラーリ       | 312/69   | フェラーリ 255C 3.0L V12         | F      |
| スクーデリア・フェラーリ SpA SEFAC                          | 9   | ペドロ・ロドリゲス 2           | フェラーリ       | 312/69   | フェラーリ 255C 3.0L V12         | F      |
| ロブ・ウォーカー/ジャック・ダーラッシャー・レーシングチーム | 10  | ジョー・シフェール             | ロータス         | 49B      | フォード・コスワース DFV 3.0L V8 | F      |
| モーターレーシング・ディベロップメンツ・リミテッド          | 11  | ジャック・ブラバム             | ブラバム         | BT26A    | フォード・コスワース DFV 3.0L V8 | G      |
| モーターレーシング・ディベロップメンツ・リミテッド          | 12  | ジャッキー・イクス             | ブラバム         | BT26A    | フォード・コスワース DFV 3.0L V8 | G      |
| オーウェン・レーシング・オーガニゼーション                  | 14  | ジョン・サーティース           | BRM              | P138     | BRM P142 3.0L V12                | D      |
| オーウェン・レーシング・オーガニゼーション                  | 15  | ジャッキー・オリバー           | BRM              | P133     | BRM P142 3.0L V12                | D      |
| フランク・ウィリアムズ・レーシングカーズ                    | 16  | ピアス・カレッジ               | ブラバム         | BT26A    | フォード・コスワース DFV 3.0L V8 | D      |
| シルビオ・モーザー・レーシングチーム                        | 17  | シルビオ・モーザー             | ブラバム         | BT24     | フォード・コスワース DFV 3.0L V8 | G      |
| アンティーク・オートモビルズ                                | 18  | ビック・エルフォード           | マクラーレン     | M7B      | フォード・コスワース DFV 3.0L V8 | G      |
| ソース:                                                     |     |                                |                  |          |                                  |        |

追記
- ^1 - アンドレッティは他のレースに出場したため欠場[6]
- ^2 - ロドリゲスはエントリーを拒否された[6]

## 予選
ロータスのヨッヘン・リントがポールポジションを獲得し、ジャッキー・スチュワートはレースカーのマトラ・MS80で2番手、グラハム・ヒルもレースカーのロータス・49Bで3番手となり、この3人がフロントローを占めた。クリス・エイモン（フェラーリ）とジャッキー・イクス（ブラバム）が2列目を占め、3列目はブルース・マクラーレンとデニス・ハルムのマクラーレン勢、ジャック・ブラバム（ブラバム）のオセアニア出身者が占めた。

### 予選結果
| 順位    | No. | ドライバー                     | コンストラクター      | タイム  | 差    | グリッド |
| ------- | --- | ------------------------------ | --------------------- | ------- | ----- | -------- |
| 1       | 2   | ヨッヘン・リント               | ロータス-フォード     | 1:20.85 | -     | 1        |
| 2       | 4   | ジャッキー・スチュワート       | マトラ-フォード       | 1:21.14 | +0.29 | 2        |
| 3       | 1   | グラハム・ヒル                 | ロータス-フォード     | 1:22.01 | +1.16 | 3        |
| 4       | 8   | クリス・エイモン               | フェラーリ            | 1:22.69 | +1.84 | 4        |
| 5       | 12  | ジャッキー・イクス             | ブラバム-フォード     | 1:22.85 | +2.00 | 5        |
| 6       | 6   | ブルース・マクラーレン         | マクラーレン-フォード | 1:22.87 | +2.02 | 6        |
| 7       | 7   | デニス・ハルム                 | マクラーレン-フォード | 1:23.07 | +2.22 | 7        |
| 8       | 11  | ジャック・ブラバム             | ブラバム-フォード     | 1:23.10 | +2.25 | 8        |
| 9       | 16  | ピアス・カレッジ               | ブラバム-フォード     | 1:23.36 | +2.51 | 9        |
| 10      | 10  | ジョー・シフェール             | ロータス-フォード     | 1:23.94 | +3.09 | 10       |
| 11      | 5   | ジャン＝ピエール・ベルトワーズ | マトラ-フォード       | 1:24.44 | +3.59 | 11       |
| 12      | 14  | ジョン・サーティース           | BRM                   | 1:25.07 | +4.22 | 12       |
| 13      | 15  | ジャッキー・オリバー           | BRM                   | 1:25.11 | +4.26 | 13       |
| 14      | 17  | シルビオ・モーザー             | ブラバム-フォード     | 1:26.50 | +5.65 | 14       |
| 15      | 18  | ビック・エルフォード           | マクラーレン-フォード | 1:28.47 | +7.62 | 15       |
| ソース: |     |                                |                       |         |       |          |

## 決勝

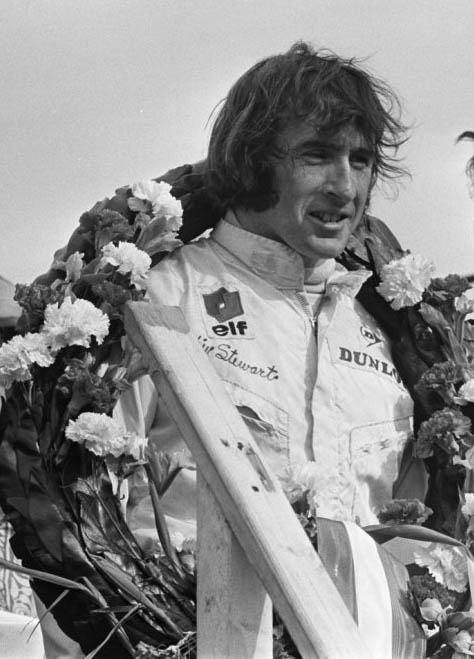
レースを制したジャッキー・スチュワート

グラハム・ヒルがスタートでヨッヘン・リントからリードを奪い、ジャッキー・スチュワートはクリス・エイモンと好スタートを切ったデニス・ハルムを従えて3位となった。3周目にリントはヒルを抜いて首位に立ち、2周以内にスチュワートもヒルを抜き、ヒルは3位に後退した。その後、リントはスチュワートを引き離していったが、17周目にドライブシャフトが壊れてリタイアに終わり、スチュワートが首位に立った。この間にジョー・シフェール（ロブ・ウォーカーのロータス）は3位まで順位を上げ、リントがリタイアして2位に浮上した。ヒルはハンドリングに不満を抱いてピットインし、ハルム、エイモン、ジャッキー・イクス、ジャック・ブラバムが3位を争うことになった。この3位争いは最終ラップまで続き、エイモンが大接戦を制して3位表彰台を獲得したが、エイモンがフェラーリでフィニッシュしたのは結果的にこれが最後となった。
スチュワートは2位のシフェールに24秒差を付ける独走で、早くも今季3勝目を挙げた。

### レース結果
| 順位    | No. | ドライバー                     | コンストラクター      | 周回数 | タイム/リタイア原因 | グリッド | ポイント |
| ------- | --- | ------------------------------ | --------------------- | ------ | ------------------- | -------- | -------- |
| 1       | 4   | ジャッキー・スチュワート       | マトラ-フォード       | 90     | 2:06:42.08          | 2        | 9        |
| 2       | 10  | ジョー・シフェール             | ロータス-フォード     | 90     | +24.52              | 10       | 6        |
| 3       | 8   | クリス・エイモン               | フェラーリ            | 90     | +30.51              | 4        | 4        |
| 4       | 7   | デニス・ハルム                 | マクラーレン-フォード | 90     | +37.16              | 7        | 3        |
| 5       | 12  | ジャッキー・イクス             | ブラバム-フォード     | 90     | +37.67              | 5        | 2        |
| 6       | 11  | ジャック・ブラバム             | ブラバム-フォード     | 90     | +1:10.81            | 8        | 1        |
| 7       | 1   | グラハム・ヒル                 | ロータス-フォード     | 88     | +2 Laps             | 3        |          |
| 8       | 5   | ジャン＝ピエール・ベルトワーズ | マトラ-フォード       | 87     | +3 Laps             | 11       |          |
| 9       | 14  | ジョン・サーティース           | BRM                   | 87     | +3 Laps             | 12       |          |
| 10      | 18  | ビック・エルフォード           | マクラーレン-フォード | 84     | +6 Laps             | 15       |          |
| Ret     | 17  | シルビオ・モーザー             | ブラバム-フォード     | 54     | イグニッション      | 14       |          |
| Ret     | 6   | ブルース・マクラーレン         | マクラーレン-フォード | 24     | サスペンション      | 6        |          |
| Ret     | 2   | ヨッヘン・リント               | ロータス-フォード     | 16     | ハーフシャフト      | 1        |          |
| Ret     | 16  | ピアス・カレッジ               | ブラバム-フォード     | 12     | クラッチ            | 9        |          |
| Ret     | 15  | ジャッキー・オリバー           | BRM                   | 9      | ギアボックス        | 13       |          |
| ソース: |     |                                |                       |        |                     |          |          |

ファステストラップ
- ジャッキー・スチュワート - 1:22.94（5周目）

ラップリーダー
太字は最多ラップリーダー
- グラハム・ヒル - 2周 (Lap 1-2)
- ヨッヘン・リント - 14周 (Lap 3-16)
- ジャッキー・スチュワート - 74周 (Lap 17-90)

## 第4戦終了時点のランキング
|         | 順位 | ドライバー               | ポイント |
| ------- | ---- | ------------------------ | -------- |
|         | 1    | ジャッキー・スチュワート | 27       |
|         | 2    | グラハム・ヒル           | 15       |
| 2       | 3    | ジョー・シフェール       | 13       |
|         | 4    | デニス・ハルム           | 11       |
| 2       | 5    | ブルース・マクラーレン   | 10       |
| ソース: |      |                          |          |

|         | 順位 | コンストラクター      | ポイント |
| ------- | ---- | --------------------- | -------- |
|         | 1    | マトラ-フォード       | 27       |
|         | 2    | ロータス-フォード     | 21       |
|         | 3    | マクラーレン-フォード | 15       |
|         | 4    | ブラバム-フォード     | 9        |
| 3       | 5    | フェラーリ            | 4        |
| ソース: |      |                       |          |

- 注:  トップ5のみ表示。前半6戦のうちベスト5戦及び後半5戦のうちベスト4戦がカウントされる。